# Fowtbolayin Akowmb Ararat-Moskva 2017-2018
Questa voce raccoglie le informazioni riguardanti l'Ararat-Armenia nelle competizioni ufficiali della stagione 2017-2018.

## Rosa
| N. |                    | Ruolo | Calciatore            |
| -- | ------------------ | ----- | --------------------- |
| 1  | Armenia (bandiera) | P     | Vahe Muradyan         |
| 2  | Armenia (bandiera) | D     | Hrachya Geghamyan     |
| 2  | Armenia (bandiera) | D     | Derenik Sargsyan      |
| 3  | Armenia (bandiera) | D     | Levon Gharibyan       |
| 4  | Armenia (bandiera) | D     | Albert Khachumyan     |
| 5  | Armenia (bandiera) | D     | Karen Hovhannisyan    |
| 6  | Armenia (bandiera) | C     | Naroyan Grigoryan     |
| 7  | Armenia (bandiera) | C     | Vigen Karapetyan      |
| 8  | Armenia (bandiera) | C     | Mihran Petrosyan      |
| 9  | Armenia (bandiera) | A     | Rafik Melikyan        |
| 9  | Armenia (bandiera) | A     | Armen Hovhannisyan    |
| 10 | Armenia (bandiera) | C     | Armen Nahapetyan      |
| 11 | Armenia (bandiera) | C     | Hovhannes Harutyunyan |
| 11 | Armenia (bandiera) | A     | Žirayr Šaġoyan        |
| 12 | Armenia (bandiera) | P     | Nikolaos Melikyan     |
| 13 | Armenia (bandiera) | D     | Gevorg Markosyan      |

| N. |                    | Ruolo | Calciatore         |
| -- | ------------------ | ----- | ------------------ |
| 14 | Armenia (bandiera) | D     | Arsen Sargsyan     |
| 15 | Armenia (bandiera) | C     | Patvakan Avetisyan |
| 16 | Armenia (bandiera) | A     | Samvel Harutyunyan |
| 17 | Armenia (bandiera) | D     | Arman Asilyan      |
| 18 | Armenia (bandiera) | C     | Erik Azizyan       |
| 19 | Armenia (bandiera) | C     | Artyom Petrosyan   |
| 20 | Armenia (bandiera) | C     | Samvel Spertsyan   |
| 21 | Armenia (bandiera) | C     | Mikhail Muradyan   |
| 22 | Armenia (bandiera) | A     | Aram Kolozyan      |
| 23 | Armenia (bandiera) | P     | Narek Voskanyan    |
| 24 | Armenia (bandiera) | A     | Arman Badalyan     |
| 25 | Armenia (bandiera) | C     | Davit Nalbandyan   |
| 26 | Armenia (bandiera) | C     | Gevorg Mkhitaryan  |
| 27 | Armenia (bandiera) | D     | Levon Gevorgyan    |
| 29 | Armenia (bandiera) | D     | Harutyun Vardanyan |

## Calciomercato

### Sessione estiva
| Acquisti | Acquisti              | Acquisti  | Acquisti   |
| R.       | Nome                  | da        | Modalità   |
| -------- | --------------------- | --------- | ---------- |
| P        | Nikolaos Melikyan     | Atromītos | svincolato |
| D        | Arman Asilyan         | P'yownik  | definitivo |
| D        | Hrachya Geghamyan     | Banants   | prestito   |
| D        | Levon Gharibyan       | P'yownik  | definitivo |
| D        | Karen Hovhannisyan    | P'yownik  | definitivo |
| D        | Albert Khachumyan     | P'yownik  | svincolato |
| D        | Gevorg Markosyan      | P'yownik  | definitivo |
| D        | Arsen Sargsyan        | P'yownik  | definitivo |
| D        | Derenik Sargsyan      | P'yownik  | definitivo |
| C        | Erik Azizyan          | P'yownik  | definitivo |
| C        | Norayr Grigoryan      | P'yownik  | definitivo |
| C        | Hovhannes Harutyunyan | P'yownik  | definitivo |
| C        | Vigen Karapetyan      | P'yownik  | definitivo |
| C        | Mikhail Muradyan      | Banants   | definitivo |
| C        | Armen Nahapetyan      | P'yownik  | svincolato |
| A        | Armen Hovannisyan     | P'yownik  | definitivo |
| A        | Rafik Melikyan        | P'yownik  | definitivo |
| A        | Žirayr Šaġoyan        | P'yownik  | definitivo |

| Cessioni | Cessioni | Cessioni | Cessioni |
| R.       | Nome     | da       | Modalità |
| -------- | -------- | -------- | -------- |

### Sessione invernale
| Acquisti | Acquisti         | Acquisti | Acquisti   |
| R.       | Nome             | da       | Modalità   |
| -------- | ---------------- | -------- | ---------- |
| D        | Levon Gevorgyan  | Banants  | svincolato |
| C        | Artyom Petrosyan | Lori     | svincolato |
| C        | Samvel Spertsyan | P'yownik | definitivo |

| Cessioni | Cessioni              | Cessioni           | Cessioni      |
| R.       | Nome                  | da                 | Modalità      |
| -------- | --------------------- | ------------------ | ------------- |
| D        | Hrachya Geghamyan     | Banants            | fine prestito |
| C        | Hovhannes Harutyunyan | Zemplín Michalovce | definitivo    |
| A        | Rafik Melikyan        |                    | svincolato    |

## Risultati

### Araǰin Xowmb
| Arbitro: | Aghayan (Kapan) |

|                |           |                                                                   |
| Nahapetyan 24’ | Marcatori | 3’, 72’ Avetisyan 33’ (rig.) Mkrtchyan 69’ Gharibyan 79’ Aslanyan |

| Arbitro: | Ghaltakhchyan (Ijevan) |

|                             |           |                                |
| Safaryan 23’ Mkhitaryan 60’ | Marcatori | 74’ Harutyunyan 89’ Nahapetyan |

| Arbitro: | Galstyan (Step'anakert) |

|                  |           |              |
| Hovhannisyan 24’ | Marcatori | 90’ Sahakyan |

| Arbitro: | Eghoyan (Erevan) |

|                               |           |                              |
| Ivanyan 8’ (rig.) Adamyan 50’ | Marcatori | 2’ Muradyan 20’, 63’ Azizyan |

| Arbitro: | Alaberkyan (Erevan) |

|                  |           |                   |
| Hovhannisyan 81’ | Marcatori | 61’, 67’ Aghekyan |

| Arbitro: | Ghaltakhchyan (Ijevan) |

|                              |           |  |
| Hovhannisyan 11’ Šaġoyan 72’ | Marcatori |  |

| Arbitro: | Nalbandyan (Erevan) |

|  |           |                                          |
|  | Marcatori | 42’ Asilyan 52’ Petrosyan 88’ Nahapetyan |

| Arbitro: | Galstyan (Step'anakert) |

|  |           |                                         |
|  | Marcatori | 21’ (rig.) Yeghiazaryan 52’ Portugalyan |

| Arbitro: | Nalbandyan (Erevan) |

|  |           |               |
|  | Marcatori | 90’ Petrosyan |

| Arbitro: | Aghayan (Kapan) |

|                                       |           |                |
| Avetisyan 17’, 38’, 61’ Mkrtchyan 73’ | Marcatori | 56’ Nahapetyan |

| Arbitro: | Manukyan (Erevan) |

|                                                                                     |           |  |
| Khachumyan 13’ Muradyan 16’ Nahapetyan 34’ Harutyunyan 55’ Šaġoyan 79’ Kolozyan 83’ | Marcatori |  |

| Arbitro: | Safaryan (Martuni) |

|                                         |           |                                                |
| Zolghadr 21’ Jindoyan 48’ Grigoryan 83’ | Marcatori | 9’ Khachumyan 13’ Hovhannisyan 58’ Harutyunyan |

| Arbitro: | Nalbandyan (Erevan) |

|                                                   |           |  |
| Šaġoyan 17’, 79’ Harutyunyan 47’, 51’ Azizyan 49’ | Marcatori |  |

| Arbitro: | Ghaltakhchyan (Ijevan) |

|               |           |                       |
| Gyozalyan 26’ | Marcatori | 61’, 89’ Hovhannisyan |

| Arbitro: | Galstyan (Step'anakert) |

|               |           |                                 |
| Gharibyan 26’ | Marcatori | 11’ Khachumyan 18’ Hovhannisyan |

| Arbitro: | Manukyan (Erevan) |

|                                                                                                |           |  |
| Muradyan 25’, 44’, 62’ Nahapetyan 27’ Azizyan 31’ Hovhannisyan 36’ Petrosyan 74’ Grigoryan 89’ | Marcatori |  |

| Arbitro: | Nalbandyan (Erevan) |

|                                        |           |                  |
| Melkonyan 24’ Fagner 36’ Grigoryan 79’ | Marcatori | 37’ Hovhannisyan |

| Arbitro: | Ghaltakhchyan (Ijevan) |

|                                           |           |  |
| Gharibyan 31’ Nahapetyan 71’ Sargsyan 82’ | Marcatori |  |

| Arbitro: | Eghoyan (Erevan) |

|  |           |            |
|  | Marcatori | 30’ Mensah |

| Arbitro: | Tavakalyan (Erevan) |

|               |           |  |
| Mikaelyan 90’ | Marcatori |  |

| Arbitro: | Galstyan (Step'anakert) |

|                                          |           |                                  |
| Nahapetyan 52’ Spertsyan 76’ Šaġoyan 82’ | Marcatori | 7’ Hambardzumyan 87’ Khachatryan |

| Arbitro: | Nalbandyan (Erevan) |

|                      |           |                                                  |
| Harutyunyan 58’, 74’ | Marcatori | 4’, 47’ Muradyan 22’ Nahapetyan 89’ Hovhannisyan |

| Arbitro: | Manukyan (Erevan) |

|  |           |                        |
|  | Marcatori | 15’ Asoyan 90’ Avagyan |

| Arbitro: | Eghoyan (Erevan) |

|  |           |             |
|  | Marcatori | 65’ Begoyan |

| Arbitro: | Ghaltakchyan (Ijevan) |

|                            |           |                              |
| Tedevosyan 36’ (rig.), 79’ | Marcatori | 53’ Nahapetyan 82’ Spertsyan |

| Arbitro: | Safaryan (Martuni) |

|                                                                                 |           |             |
| Hovhannisyan 6’, 30’, 64’ Nahapetyan 7’ Šaġoyan 49’ Kolozyan 84’ Karapetyan 87’ | Marcatori | 56’ Adamyan |

| Arbitro: | Galstyan (Step'anakert) |

|             |           |                                                 |
| Papoyan 85’ | Marcatori | 6’, 68’ Hovhannisyan 31’ Khachumyan 64’ Šaġoyan |

### Coppa d'Armenia
| Arbitro: | Nalbandyan (Erevan) |

|                                        |           |  |
| Shahinyan 62’ Christian 78’ Nrayan 87’ | Marcatori |  |

| Arbitro: | Ghaltakchyan (Ijevan) |

|  |           |                                      |
|  | Marcatori | 1’, 55’ Nrayan 44’ Adamyan 74’ Jašin |

## Statistiche

### Statistiche di squadra
| Competizione    | Punti | In casa | In casa | In casa | In casa | In casa | In casa | In trasferta | In trasferta | In trasferta | In trasferta | In trasferta | In trasferta | Totale | Totale | Totale | Totale | Totale | Totale | DR  |
| Competizione    | Punti | G       | V       | N       | P       | Gf      | Gs      | G            | V            | N            | P            | Gf           | Gs           | G      | V      | N      | P      | Gf     | Gs     | DR  |
| --------------- | ----- | ------- | ------- | ------- | ------- | ------- | ------- | ------------ | ------------ | ------------ | ------------ | ------------ | ------------ | ------ | ------ | ------ | ------ | ------ | ------ | --- |
| Araǰin Xowmb    | 46    | 14      | 7       | 1       | 6       | 37      | 17      | 13           | 7            | 3            | 3            | 28           | 22           | 27     | 14     | 4      | 9      | 65     | 39     | +26 |
| Coppa d'Armenia | -     | 1       | 0       | 0       | 1       | 0       | 4       | 1            | 0            | 0            | 1            | 0            | 3            | 2      | 0      | 0      | 2      | 0      | 7      | -7  |
| Totale          | 46    | 15      | 7       | 1       | 7       | 37      | 21      | 14           | 7            | 3            | 4            | 28           | 25           | 29     | 14     | 4      | 11     | 65     | 46     | +19 |

### Andamento in campionato
| Giornata  | 1 | 2 | 3 | 4 | 5 | 6 | 7 | 8 | 9 | 10 | 11 | 12 | 13 | 14 | 15 | 16 | 17 | 18 | 19 | 20 | 21 | 22 | 23 | 24 | 25 | 26 | 27 |
| --------- | - | - | - | - | - | - | - | - | - | -- | -- | -- | -- | -- | -- | -- | -- | -- | -- | -- | -- | -- | -- | -- | -- | -- | -- |
| Luogo     | C | T | C | T | C | C | T | C | T | T  | C  | T  | C  | T  | T  | C  | T  | C  | C  | T  | C  | T  | C  | C  | T  | C  | T  |
| Risultato | P | N | N | V | P | V | V | P | V | P  | V  | N  | V  | V  | V  | V  | P  | V  | P  | P  | V  | V  | P  | P  | N  | V  | V  |
| Posizione | 7 | 8 | 8 | 7 | 7 | 6 | 4 | 5 | 4 | 4  | 4  | 4  | 4  | 3  | 3  | 3  | 4  | 4  | 4  | 4  | 4  | 3  | 4  | 4  | 4  | 3  | 3  |

Legenda:

Luogo: C = Casa; T = Trasferta. Risultato: V = Vittoria; N = Pareggio; P = Sconfitta.